# Trevor Howard

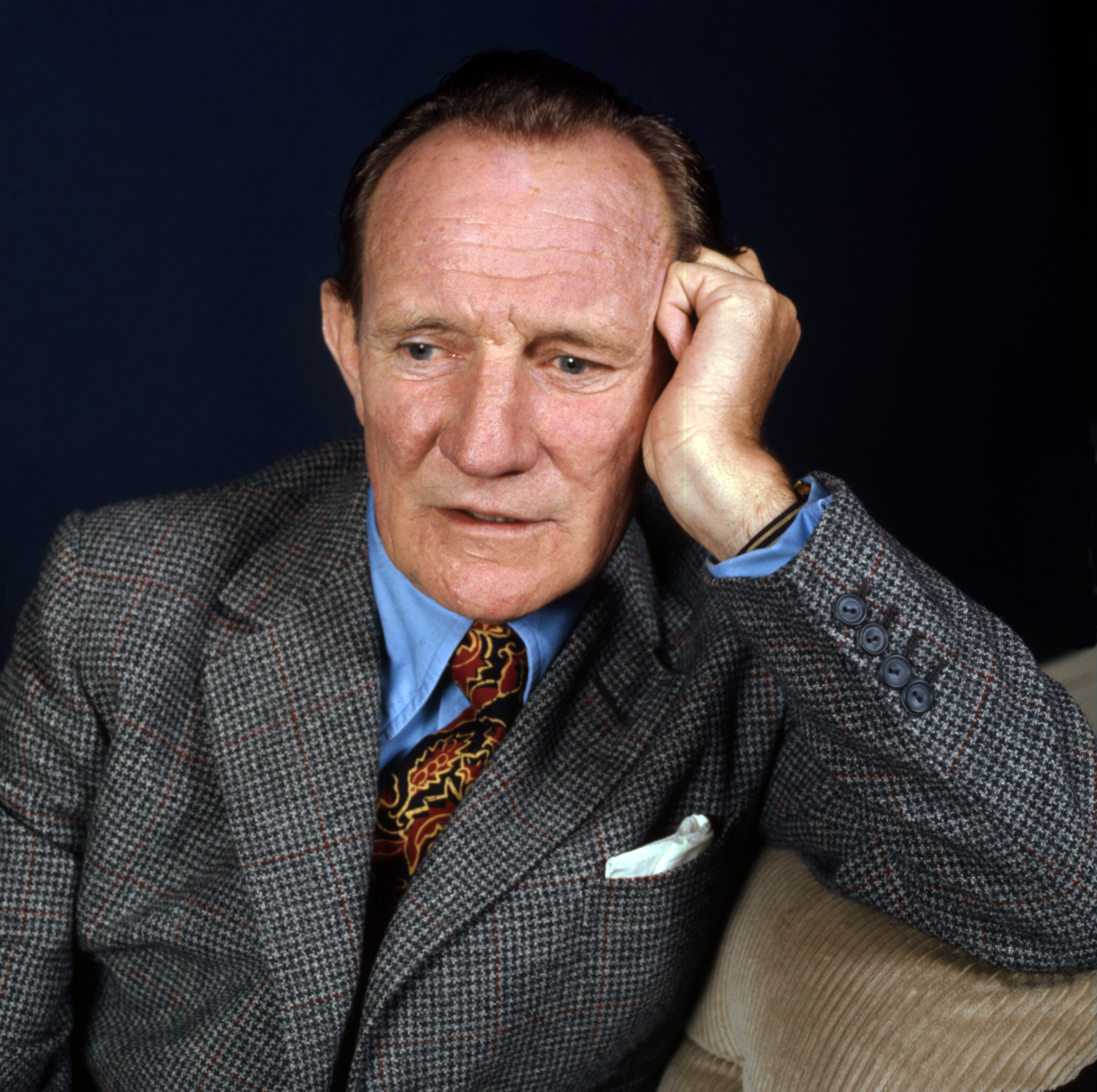
Trevor Howard (1973)

Trevor Wallace Howard (* 29. September 1913 in Cliftonville, Kent, England; † 7. Januar 1988 in Bushey, Hertfordshire) war ein britischer Theater- und Filmschauspieler. Howard zählte jahrzehntelang zu den profiliertesten englischsprachigen Charakterdarstellern und war in zahlreichen Filmklassikern zu sehen.

## Leben
Trevor Howards Vater war Engländer, seine Mutter Kanadierin schottischer Abstammung. Kurz nach seiner Geburt siedelten seine Eltern nach Colombo auf Ceylon über. Hier wuchs er bis zu seinem achten Lebensjahr auf. Danach besuchte er in England das Clifton College, wo Michael Redgrave einer seiner Schulkameraden war. Nach seiner Schulzeit besuchte Howard die Londoner Royal Academy of Dramatic Art und erregte Aufsehen, als er im Abschlussjahr eine Hauptrolle auf einer Londoner Bühne spielte. Bis zum Kriegsbeginn stand er fast ausschließlich in klassischen Rollen auf verschiedenen Londoner Bühnen, schließlich am Old Vic und ab 1939 war er Mitglied des Shakespeare-Ensembles in Stratford-upon-Avon.
Im Zweiten Weltkrieg diente er als Fallschirmjäger in Norwegen und auf Sizilien. Er war von 1944 bis zu seinem Tod mit der Schauspielerin Helen Cherry verheiratet.

## Rollenfach
Trevor Howards Karriere umspannt eine weite Rollenfachentwicklung. Zu Beginn seiner filmischen Laufbahn ist er zunächst häufig als britischer Offizier zu sehen, in den fünfziger Jahren auch als romantischer Held. Danach kristallisierte sich immer stärker sein Talent für gebrochene Helden und abgründige Charaktere heraus, darunter Rollen, in denen die Schwächen des Charakters mit seinem letztendlichen kläglichen Scheitern untrennbar verbunden zu sein scheinen. Mit zunehmendem Alter und der sich immer stärker ausprägenden knorrigen Physiognomie skizziert er komische, kauzige Alte und absonderliche Charakterfiguren sowie starke Zeichnungen historischer Figuren, so zum Beispiel:
- Im Filmklassiker Der dritte Mann (1949) spielte Trevor Howard den britischen Major Calloway.
- In der Graham-Greene-Verfilmung Das Herz aller Dinge (The Heart of the Matter) (1953) mit Maria Schell war er der fehlbare Hartry Scobie.
- In Lewis Milestones Remake Meuterei auf der Bounty (Mutiny on the Bounty) (1962) spielte er die Rolle des Captain Bligh an der Seite von Marlon Brando.
- In Colonel von Ryans Express (Von Ryan’s Express) (1965) von Mark Robson drehte er an der Seite von Frank Sinatra.
- In Ryans Tochter (1970) von David Lean war er der Bauernpriester Father Collins.
- In Ludwig II. (1972) stellte er unter Luchino Viscontis Regie Richard Wagner als ebenso genialen Komponisten wie fehlerhaften Charakter dar.
- In Gandhi (1982) von Richard Attenborough spielte er die Nebenrolle des Richters Broomfield.

## Filmografie (Auswahl)
Kinofilme
- 1945: Der Weg zu den Sternen (The Way to the Stars)
- 1945: Begegnung (Brief Encounter)
- 1946: Achtung: Grün (Green for Danger)
- 1947: Sträfling 3312 (They Made Me a Fugitive)
- 1947: Unvergessene Jahre (So Well Remembered)
- 1949: Die große Leidenschaft (The Passionate Friends)
- 1949: Der dritte Mann (The Third Man)
- 1950: Der goldene Salamander (Golden Salamander)
- 1950: Auf falscher Spur (The Clouded Yellow)
- 1951: Maxie macht Karriere (Lady Godiva Rides Again)
- 1951: Der Verdammte der Inseln (Outcast of the Islands)
- 1952: Ein Fressen für die Fische (Gift Horse)
- 1953: Das Herz aller Dinge (The Heart of the Matter)
- 1954: Nächte in Lissabon (Les amants du Tage)
- 1955: Himmelfahrtskommando (The Cockleshell Heroes)
- 1956: Der Sonne entgegen (Run for the Sun)
- 1956: In 80 Tagen um die Welt (Around the World in Eighty Days)
- 1957: Der Mann, den keiner kannte (Interpol)
- 1957: Manuela (Stowaway Girl)
- 1958: Der Schlüssel (The Key)
- 1958: Die Wurzeln des Himmels (The Roots of Heaven)
- 1960: Malaga (Moment of Danger)
- 1960: Söhne und Liebhaber (Sons and Lovers)
- 1962: Patricia und der Löwe (The Lion)
- 1962: Meuterei auf der Bounty (Mutiny on the Bounty)
- 1963: Plädoyer für einen Mörder (Man in the Middle)
- 1964: Der große Wolf ruft (Father Goose)
- 1965: Geheimaktion Crossbow (Operation Crossbow)
- 1965: Colonel von Ryans Express (Von Ryan’s Express)
- 1965: Morituri (Morituri)
- 1965: L – Der Lautlose (The Liquidator)
- 1966: Mohn ist auch eine Blume (The Poppy Is Also a Flower)
- 1966: Spion zwischen zwei Fronten (Triple Cross)
- 1967: Der Kampf (The Long Duel)
- 1968: Der Angriff der leichten Brigade (The Charge of the Light Brigade)
- 1969: Luftschlacht um England (Battle of Britain)
- 1970: Der Amerikaner (Twinky)
- 1970: Ryans Tochter (Ryan’s Daughter)
- 1971: Der unheimliche Besucher (The Night Visitor)
- 1971: Entführt (Kidnapped)
- 1971: Maria Stuart, Königin von Schottland (Mary, Queen of Scots)
- 1972: Sein Leben in meiner Gewalt (The Offence)
- 1972: Papst Johanna (Pope Joan)
- 1973: Katholiken (Catholics)
- 1973: Ludwig II. (Ludwig)
- 1973: Der Mann aus Metall (Who?)
- 1973: Nora (A Doll’s House)
- 1974: Craze – Dämon des Grauens (Craze)
- 1974: Brillanten und Kakerlaken (11 Harrowhouse)
- 1975: Ein Mann namens Hennessy (Hennessy)
- 1975: Die Schande des Regiments (Conduct Unbecoming)
- 1975: Verfolgung (Persecution)
- 1976: Whispering Death – „Der flüsternde Tod“
- 1976: Vagabund in tausend Nöten (The Bawdy Adventures of Tom Jones)
- 1976: Schlacht in den Wolken (Aces High)
- 1977: Drei Fremdenlegionäre (The Last Remake of Beau Geste)
- 1977: Slavers – Die Sklavenjäger
- 1978: Superman
- 1979: Hurricane
- 1979: Meteor
- 1980: Die Seewölfe kommen (The Sea Wolves)
- 1981: Windwalker
- 1981: Lichtjahre entfernt (Les années lumière)
- 1981: Die große Muppet Party (The Great Muppet Caper)
- 1982: Der Missionar (The Missionary)
- 1982: Gandhi
- 1984: Die Rebellen (Flashpoint Africa)
- 1984: Camelot – Der Fluch des goldenen Schwertes (Sword of the Valiant: The Legend of Sir Gawain and the Green Knight)
- 1985: Im Herzen des Landes (Dust)
- 1986: R.A.M.S. – 3 Frauen und kein Baby (Foreign Body)
- 1987: Die letzten Tage in Kenya (White Mischief)
- 1988: Unholy – Dämonen der Finsternis (The Unholy)
- 1988: Der Fremde am Strand (The Dawning)

Fernsehen
- 1973: Katholiken (Catholics, Fernsehfilm aus der Fernsehserie ITV Saturday Night Theatre)
- 1975: Der Graf von Monte Christo (The Count of Monte-Cristo, Fernsehfilm)
- 1976: Die Quellen der Mafia (Alle origini della mafia, Fernsehmehrteiler)
- 1981: Geschichten aus Shillingbury (Shillingbury Tales, Fernsehserie)
- 1982: Inside the Third Reich (Fernsehmehrteiler)
- 1984: Love Boat (The Love Boat, Fernsehserie)
- 1986: Peter der Große (Peter the Great, Fernsehmehrteiler)
- 1986: Shaka Zulu (Shaka Zulu, Fernsehmehrteiler)
- 1986: Frohe Weihnachten, Mrs. Kingsley (Christmas Dove, Fernsehfilm)

## Zitate
“I've been number two in films for donkey's years.”

„Im Film habe ich ewig und drei Tage nur die zweite Geige gespielt.“

“Trevor was never intentionally cruel or any thing like that, but he could appear uncaring. He did have a dark side. We all have it. If you have a light side, you must have a dark side too. One goes with the other. It's his light side that I always think about. That was captivating.”

„Trevor war nie absichtlich gemein oder so, aber er konnte gefühllos wirken. Er hatte eine dunkle Seite. Die haben wir alle. Wenn du eine gute Seite hast, dann muss es auch eine dunkle geben. Das gehört zusammen. Ich denke immer nur an seine gute Seite. Die war bezaubernd.“

“If Trevor had been on marijuana instead of drink while we were in Dingle he would have been a lot happier. You could tell immediately if Trevor was on dope or alcohol. He was so divinely easy and joyful on marijuana and so cantankerous on drink. I could always tell what Trevor had been taking. Marijuana suited him in a way that booze never did.”

„Wenn Trevor auf Marihuana statt auf Alkohol gewesen wäre, während wir in Dingle waren, dann wäre er viel glücklicher gewesen. Du konntest sofort sagen, ob Trevor auf Droge oder auf Alkohol war. Er war so göttlich locker und freudvoll mit Marihuana, aber so übel gelaunt unter Alkohol. Ich konnte immer sagen, was er genommen hatte. Marihuana passte zu ihm, im Gegensatz zu Alkohol.“